# Tåbelige spørgsmål - Museum der Medizin
|  | Denne artikel er oprettet af botten Steenthbot ud fra en ekstern database. Den kan derfor have sproglige fejl eller mangler. Denne skabelon kan fjernes efter kontrol af indholdet. |

Tåbelige spørgsmål - Museum der Medizin er en dansk dokumentarfilm fra 1993 instrueret af Kirsten Hammann og efter manuskript af Kirsten Hammann og Morten Skriver.

## Handling
Museum des Institutes für Geschichte der Medizin, Wien. Den anatomiske vokssamling på museet flettes ind i Kirsten Hammanns historie om menneskets stræben efter at kunne sætte alt på hylder og i orden. Men ligner vi voksfigurerne, og er der plads til de tåbelige spørgsmål?